# 稳健医疗
稳健医疗用品股份有限公司（英語：Winner Medical Co., Ltd.，深交所：300888），简称稳健医疗，是中华人民共和国的一家制造公司，总部位于广东省深圳市，控股股东稳健集团为在开曼群岛注册的离岸公司。该公司主要从事棉类制品的研发、生产、销售，覆盖医疗卫生、个人护理、家庭护理、母婴护理、家纺服饰等领域，拥有“winner稳健医疗”、“Purcotton全棉时代”、“PureH2B津梁生活”三大品牌。公司拥有21家一级及二级全资、控股子公司，业务覆盖全球110余个国家。

## 历史
公司创始人李建全原为湖北省医药保健品进出口公司的外销员，1988年辞职下海，前往广东省珠海市一家私营公司工作。1991年，李建全创办了珠海稳健公司，公司取名“稳健”寓意“稳稳当当做事，健健康康做人”，英文名“Winner”意味着质量第一。彼时中国生产的医用敷料质量普遍低下，被境外企业称为“rubbish（垃圾）”。李建全创办稳健公司后，首先与日本市场合作，出口医用敷料。1995年，公司在湖北荆门建立首个自建工厂。
2000年时，稳健医疗成为中国大陆医用敷料出口领域的龙头企业，出口规模稳居行业前三。2001年9月，公司总部迁至深圳市。
2003年SARS疫情期间，稳健医疗向政府供应医用防护用品，并承诺特殊时期产品不涨价。同年，为解决纱布在使用过程中出现掉絮、线头断裂或脱落等情况造成的手术部位感染，稳健医疗开始相应的研究工作，并走访法国、意大利、德国等欧洲国家，于2005年研发出了“全棉水刺无纺布”的专利技术，在美国、日本、巴西等33个国家取得了专利权。该技术应用于医用敷料领域和消费品领域，被誉为“中国纺织业的伟大创新”。李建全开始从日本、德国进口了一批设备开始生产。
2009年，稳健医疗推出子品牌“全棉时代”，实现医用产品向家用产品的拓展，推出纯棉柔巾等代表性产品，填补了生活用品运用全棉材质的空白。全棉时代主要依靠电商和自营线下门店开展零售，创立初期出现资金短缺的问题，直至2014年“扭亏为盈”后，全棉时代引入红杉资本投资，资金短缺的问题才得以解决。
2019年，稳健医疗推出“津梁生活”品牌，官方介绍称将“打造覆盖美妆、个护、运动等健康美丽生活需求的一站式零售平台”。
2020年，在中国大陆范围出现2019冠状病毒病大规模感染后，湖北医院防护物资紧缺。稳健医疗各工厂取消员工休假，全员加班保障物资生产和供应，并对外承诺产品不加价。当年春节期间其所生产的口罩几乎90%供应至医院，为武汉等一线医护人员的早期疫情阻击战起到重要支持作用。2020年前5个月，稳健医疗合计向社会供应防护产品，包括近6亿只口罩、近650万件防护服和手术衣。其中，仅3月至5月陆续交付了深圳市政府采购的2亿只医用护理口罩，用于深圳复工复产复学及对外援助。同年6月，国务院联防联控机制医疗物资保障组向稳健医疗发出感谢信，称稳健医疗是当之无愧的抗击疫情“军工厂”，“为打赢疫情防控阻击战作出了重要贡献”。9月8日，稳健医疗（黄冈）有限公司因在抗击疫情中做出的积极贡献，获得“全国抗击新冠肺炎疫情先进集体”荣誉称号。
2022年，稳健医疗先后收购三家公司。4月8日，稳健医疗使用自有资金7.3亿元获得隆泰医疗共计55%股权；5月18日，稳健医疗合计出资7.5亿元持有湖南平安医械增资扩股后68.7%股权；6月6日，稳健医疗以自有资金4.5亿元获得桂林乳胶100%股权。在收购桂林乳胶股权后，填补了稳健医疗在乳胶产品线上的空白，使该公司成为中国大陆低值医用耗材产品线最全面的企业之一。

### 上市情况
稳健医疗曾在2005年与OTCBB挂牌公司LVRC换股，得以在OTCBB挂牌。2009年和2010年，稳健医疗先后转板至纽交所和纳斯达克交易，成为中国大陆首家在境外上市的医疗用品企业。2012年，稳健医疗私有化退市。
在从美国证券市场退市三年后，2016年3月，稳健医疗向上交所递交了招股书。中国证监会主板发行审核委员会于2017年9月召开会议，宣布稳健医疗首发暂缓表决。同年10月，证监会宣布稳健医疗首发未获通过。中国证监会公告显示，发审委较为关注该公司在美国终止上市及私有化交易中，实际控制人用于收购股权的资金来源是否合法合规，以及私有化回归A股的具体原因及其商业合理性等问题。发审委还指出，稳健医疗在规范运作与内控方面存在问题，存在较多会计差错，报告期内接连受到十六起行政处罚。
2019年12月，稳健医疗再度向证监会提交申请，拟在深交所创业板上市。2020年7月，创业板上市委的审核结果显示稳健医疗符合发行条件、上市条件和信息披露要求。2020年9月17日，穩健醫療正式在深交所创业板上市交易，代码300888。

## 业务
稳健医疗业务覆盖伤口护理、感染防护、个人护理、家庭护理、母婴护理、家纺服饰等多领域，拥有“winner稳健医疗”、“Purcotton全棉时代”以及“PureH2B津梁生活”三大品牌。

### 医疗用品板块
稳健医疗的医疗用品板块以“winner稳健医疗”为经营品牌，该公司是中国大陆最早建立从棉花采购到研发、生产到直接对外出口的全产业链医用耗材企业之一，先后获得欧盟CE认证、美国FDA认证以及日本厚生劳动省认证，产品出口至欧美、日本等国家。。該公司的医疗用品生产业务主要在湖北省，医用敷料在全球70余个国家和地区均有销售，其中OEM医用敷料主要销售至欧洲、日本和美国等发达国家和地区，自有品牌“winner”产品主要销售至亚非拉等发展中国家及地区。“winner”品牌已在中国大陆两千多家医院和近四万家药店供应；在香港地区，“winner”品牌产品已覆盖全港全部公立和大部分私立医院。

### 健康生活消费品板块

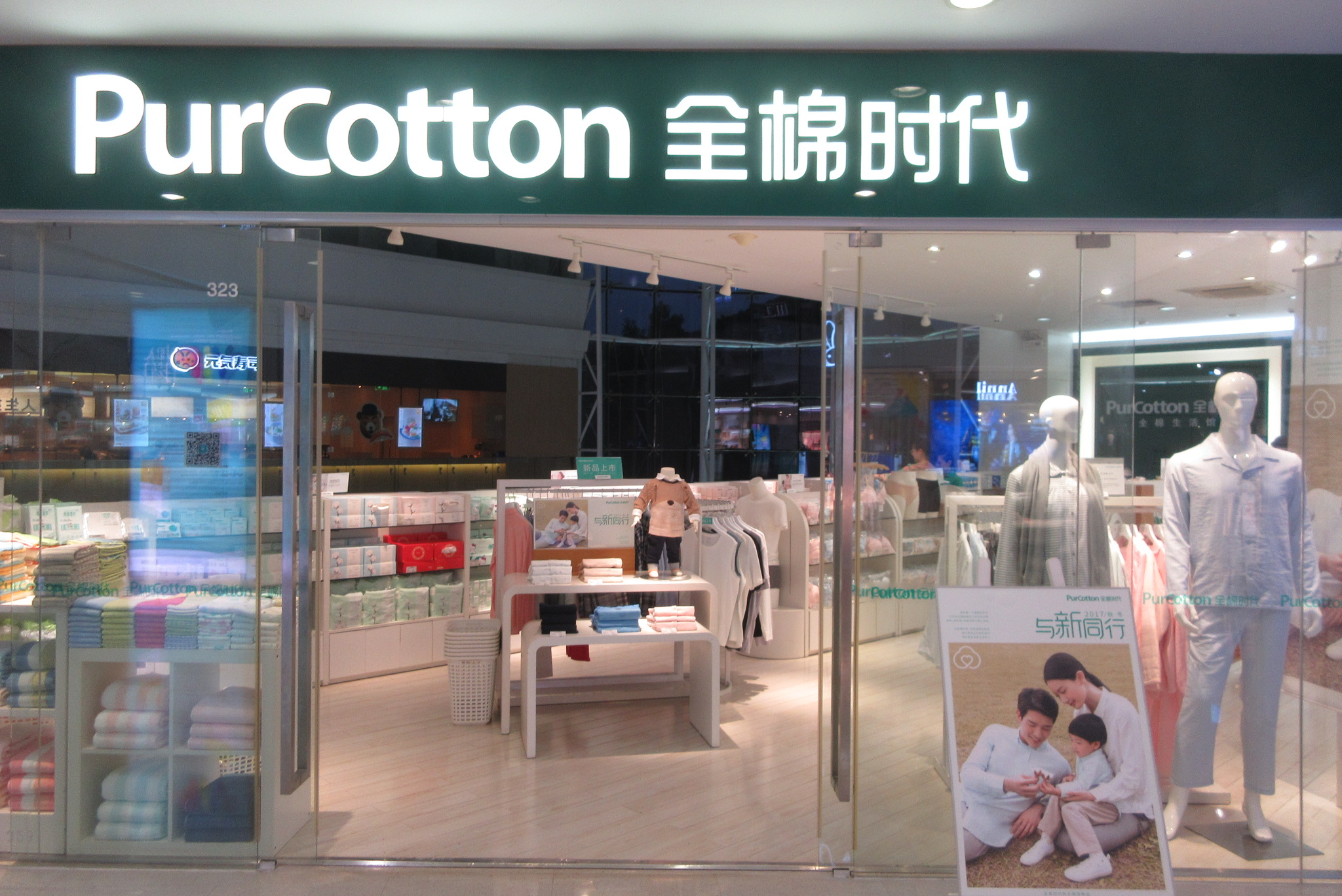
全棉时代在深圳市开设的一家专卖店

稳健医疗的健康生活消费品板块拥有“Purcotton全棉时代”以及“PureH2B津梁生活”两个品牌。
Purcotton全棉时代
“Purcotton全棉时代”是稳健医疗以医用敷料业务孕育出的全棉水刺无纺布为发展开端而开设的子品牌，实现医用产品向家用产品的拓展。全棉时代在产品上始终采用医疗用品的标准，核心产品采用新疆棉、澳棉、美棉生产，在生产环节参照医用敷料的高标准进行生产，并针对一次性内裤、初生婴儿服等贴身衣物采用医疗等级的灭菌包装。
PureH2B津梁生活
“PureH2B津梁生活”是稳健医疗于2019年创立的集合店品牌，设有线上线下双渠道，涵盖美妆个护、食品、家居、运动等多个品类，有销售多个国际品牌的产品。津梁生活还销售母公司稳健医疗生产的口罩、棉球等医疗护理产品，同时开发了自营品牌，销售有小黄姜洗护系列和玻尿酸面膜等产品。津梁生活开设有付费会员制，会员可以优惠价购买商品，同时提供美丽沙龙、免费化妆、知识讲座等线下服务。

### 研发实力
稳健医疗每年投入3%的销售额用于研发，并相继与香港、武汉、北京等多所高校以及深圳科研机构开展研发合作。该公司联合武汉纺织大学成立稳健医疗武汉纺织大学创新研究院，与中国科学院深圳先进技术研究院成立了创面敷料创新技术研究联合实验室，与华中农业大学作物遗传改良国家重点实验室联合成立棉花研究院。截至2019年12月31日，稳健医疗及下属子公司在中国境内拥有发明专利30项、实用新型专利295项、外观设计专利129项，共计454项专利；在境外拥有发明专利56项、实用新型专利4项，共计60项专利。
稳健医疗的全棉水刺无纺布技术已在美国、欧洲、日本等全球30余个国家和地区获得专利授权，亦被邀请作为主要起草单位参与制定全棉水刺无纺布应用于医用敷料的相关国家标准及行业标准。

## 荣誉
稳健医疗先后获得深圳市人民政府颁发的“自主创新行业龙头企业”、“深圳市知识产权优势企业”等荣誉称号。2018年11月，稳健医疗全棉水刺无纺布及其制品获工信部、中国工业经济联合会第三批制造业单项冠军产品名单；2019年11月，全棉时代获由国家市场监督管理总局指导，中国标准化研究院发布的2019年企业标准“领跑者”称号。
2022年，稳健医疗用品股份有限公司疫情防控指挥部和稳健医疗(崇阳)有限公司五车间崔凯丽组均被中华全国总工会授予全国工人先锋号荣誉称号。

## 争议
稳健医疗的旗下产品曾多次被投诉存在质量问题，并屡次被监管部门处罚。据公司2021年年报显示，稳健医疗淘系、京东、亚马逊和唯品会的退货率分别为1.46%、0.98%、1.00%和1.59%；2022年上半年，稳健医疗淘系、京东、亚马逊和唯品会的退货率分别为1.80%、1.39%、2.82%和4.86%。该公司董事长李建全曾在2020年的公开会议活动上表示：“生产不合格防疫产品犹如给战士一杆打不响的枪”。
2021年1月9日，稳健医疗旗下的全棉时代卸妆湿巾发布一则广告。由于广告内容涉嫌侮辱女性，因此引发争议。全棉时代官方微博回应称视频为广告创意，是为了突出商品的清洁功能，已经将此视频下架，并表示歉意。《中国妇女报》也就此发表评论文章称：全棉时代“美化犯罪者、丑化受害者，充满了偏见、恶意、无知”，“被冒犯的广大女性消费者会用脚投票，不会为侮辱性‘创意’买单”。